# Кунєв Роман Петрович
Роман Петрович Ку́нєв (нар. 20 вересня 1990, Кременчук) — український футболіст, нападник «Гірник-спорта».

## Статистика
| Сезон     | Команда   | Змагання     | Матчі | Голи |
| --------- | --------- | ------------ | ----- | ---- |
| 2006/2007 | «Кремінь» | Друга ліга   | 9     | 1    |
| 2007/2008 | «Кремінь» | Друга ліга   | 30    | 8    |
| 2008/2009 | «Кремінь» | Друга ліга   | 18    | 4    |
| 2010/2011 | «Кремінь» | Друга ліга   | 3     | 0    |
| 2011/2012 | «Кремінь» | Друга ліга   | 22    | 1    |
| 2012/2013 | «Кремінь» | Друга ліга   | 17    | 7    |
| 2012/2013 | «Ворскла» | Прем'єр-ліга | 4     | 0    |
| 2013/2014 | «Кремінь» | Друга ліга   | 24    | 1    |
| 2014/2015 | «Кремінь» | Друга ліга   | 21+2  | 0    |
| 2015/2016 | «Кремінь» | Друга ліга   | 16    | 0    |
| 2016/2017 | «Кремінь» | Друга ліга   | 18    | 0    |
| 2016/2017 | «Ворскла» | Прем'єр-ліга | 5     | 0    |